# Антоній II (католикос-патріарх Грузії)
Католикос-патріарх Антоній II (груз. კათოლიკოს-პატრიარქი ანტონ II в миру Теймураз Іраклієвич Багратіоні, груз. თეიმურაზ ერეკლეს ძე ბაგრატიონი; 8 січня 1762, Тбілісі — 21 грудня 1827 Нижній Новгород) — останній, перед скасуванням автокефалії Грузинської церкви, католікос-патріарх Східної Грузії (1788–1811). Царевич, син царя Картлі-Кахеті Іраклія II Багратіоні, брат останнього царя Картлі-Кахеті Георгія XII.

## Життєпис
Навчався у Тбіліській духовній семінарії, де у 1782 прийняв чернечий постриг і був висвячений на ієродиякона.
У 1783 у складі грузинського посольства відвідав Російську імперію.
У 1784 у придворній церкві Літнього палацу Царського Села був хіротонізований на єпископа Ніноцміндского Грузинської Церкви. На посвяті була присутня імператриця Катерина II.
Входив до складу почесних осіб, які супроводжували імператрицю у подорожі приєднаною до Росії територією колишнього Кримського ханства.
У тому ж році возведений у сан митрополита Алавердського. Згідно з волею свого батька повернувся до Грузії.
29 жовтня 1788, після смерті Католікоса-Патріарха Антонія I, у віці 25 років був обраний його наступником.
Після приєднання в 1801 Картлі-Кахетинського царства до Росії, 30 січня 1811 імператор Олександр I затвердив доповідь російського Святійшого Синоду про церковне управління в Грузії, згідно з яким автокефалія Грузинської Церкви була скасована. Головним архієреєм над грузинським духовенством призначили митрополита Мцхетського і Карталінського Варлаама Еріставі з присвоєнням йому титулу члена Святійшого Синоду і Екзарха Грузії. 21 червня 1811 Святійший Синод зняв з Антонія ІІ сан Католікоса-Патріарха.
Католикос Антоній II був викликаний у Санкт-Петербург для постійної участі в роботі Святійшого Синоду і вже ніколи не повертався на Батьківщину.
Антоній пішов на спокій у Нижній Новгород. Йому були подаровані зелена оксамитова мантія, орден св. Андрія Первозванного, карета, річна пенсія у розмірі 54 тисячі рублів асигнаціями і штат першокласного митрополита.
Помер 21 грудня 1827 року. Похований в Благовіщенському монастирі Нижнього Новгорода; в 1841 перепохований в Спасо-Преображенському Кафедральному соборі Нижегородського кремля. Після того, як собор був підірваний більшовиками у 1929, останки Антонія ІІ зникли.
Іменем Антонія II названа вулиця у Тбілісі.

## Канонізація
У липні 2011 канонізований Священним Синодом Грузинської Православної Церкви; пам'ять звершується 21 грудня згідно з юліанським календарем.